# غريدي هيغينبوثمان
غريدي هيغينبوثمان (بالإنجليزية: Grady Higginbotham)‏ هو لاعب كرة قدم أمريكية أمريكي، ولد في 15 أغسطس 1898 في تكساس في الولايات المتحدة، وتوفي بنفس المكان في 26 مايو 1943.

## وصلات خارجية
- غريدي هيغينبوثمان على موقعبيزبول رفرنس.كوم (الدوري الثانوي) (الإنجليزية)